# Großer Preis von Monaco
Der Große Preis von Monaco (französisch Grand Prix de Monaco) ist ein jährlich ausgetragenes Autorennen auf dem Stadtkurs Circuit de Monaco. Es führt durch die Stadtbezirke Monte-Carlo und La Condamine in Monaco. Der Große Preis von Monaco gilt zusammen mit den 500 Meilen von Indianapolis und den 24 Stunden von Le Mans als eine der drei Kronen (Grand Slam) des Automobil-Rennsports.
Da in den engen Straßen von Monaco nur eine relativ geringe Durchschnittsgeschwindigkeit von knapp 150 km/h gefahren werden kann, ist die Renndistanz mit 260,520 km (78 Runden zu je 3,340 km) ungewöhnlich kurz bemessen. Nur so ist gewährleistet, dass die maximale Renndauer von zwei Stunden zumindest bei trockener Witterung eingehalten werden kann. 
Im Gegensatz zu anderen Großen Preisen fand früher in Monaco das erste freie Training bereits am Donnerstag statt. Der sonst übliche Freitag war dagegen trainingsfrei. Mit der Saison 2022 ändert sich diese Praxis und das erste freie Training findet freitags statt.

## Geschichte

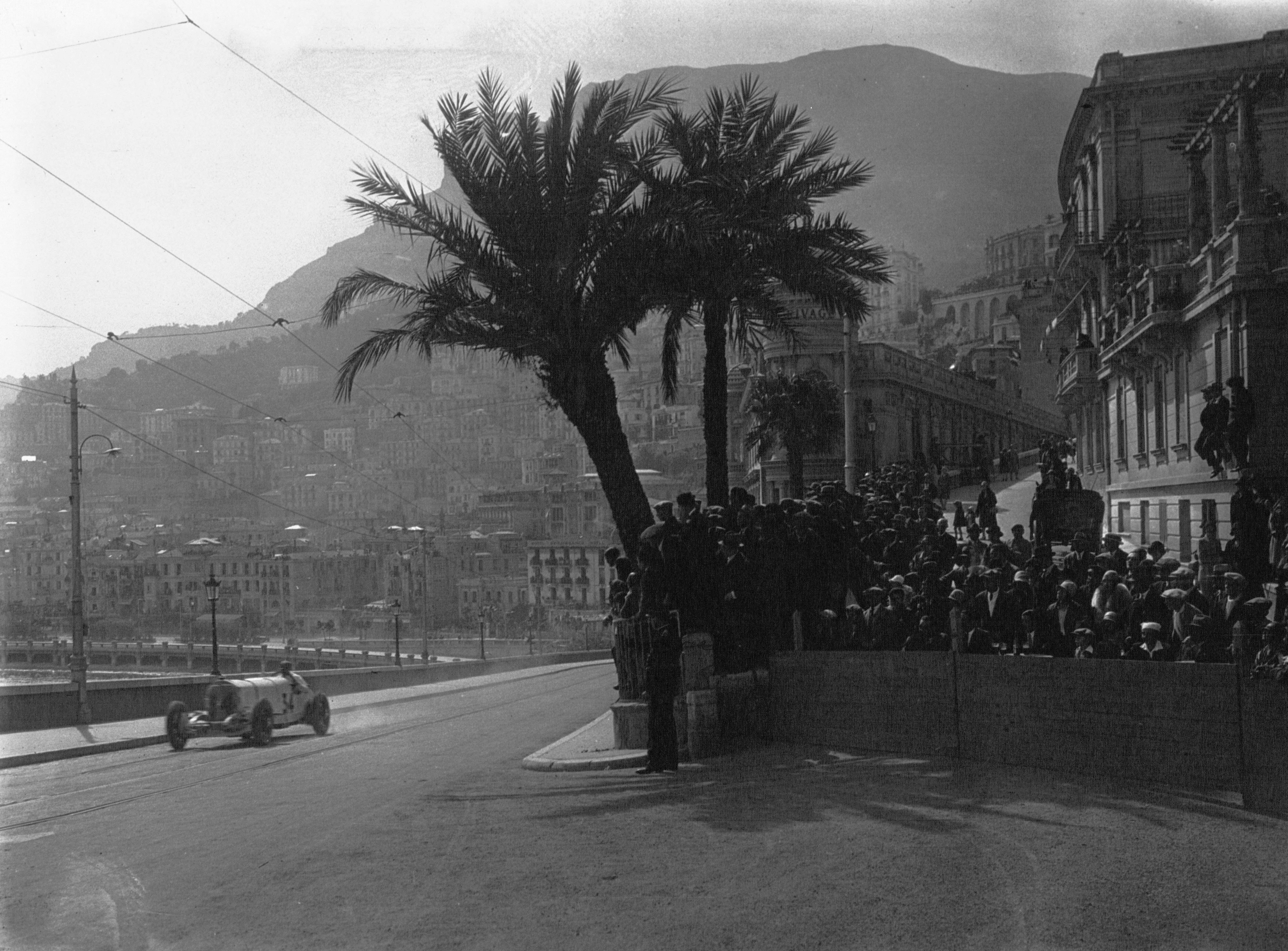
Rudolf Caracciola beim ersten Großen Preis von Monaco.

Die erstmalige Idee, ein Autorennen in Monaco zu veranstalten, hatte Mitte der 1920er Jahre der damalige Generalkommissar des Automobilclubs von Monaco, Antony Noghès. Trotz anfänglichen Widerstands seitens der Association Internationale des Automobile Clubs Reconnus (AIACR) wurde das Rennen für das Jahr 1929 geplant. Das Fürstentum sollte damals dem Automobilsport neuen Glanz verleihen und zu mehr Bekanntheit verhelfen. Als Strecke wurde ein Stadtkurs am Hafen ausgelegt, wobei unter anderem der Rennfahrer Louis Chiron an der Entwicklung beteiligt war.
Das erste Rennen fand letztendlich am 14. April 1929 statt und wurde von William Grover-Williams auf einem Bugatti Type 35 gewonnen. Insgesamt 16 der 20 angemeldeten Fahrer traten im 100 Runden langen Rennen an, wobei, im Gegensatz zu den modernen Rennen, auf ein Qualifying verzichtet wurde und die Startreihe per Los entschieden wurde.
Bestandteil der Formel-1-Weltmeisterschaft war das Rennen erstmals 1950 und regelmäßig von 1955 bis 2019. Das Rennen wurde 2020 aufgrund der COVID-19-Pandemie abgesagt, 2024 fand der Große Preis von Monaco vom 23. Mai bis 26. Mai statt. Ob das Rennen nach 2025 noch stattfinden wird, war vorerst noch unklar. Schließlich wurde der Vertrag aber um weitere sechs Jahre verlängert.

## Bilder

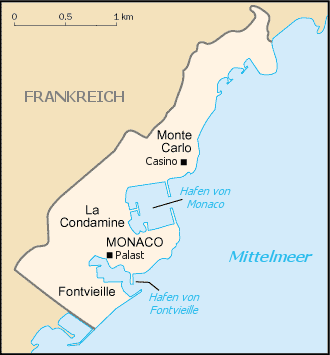
Karte von Monaco
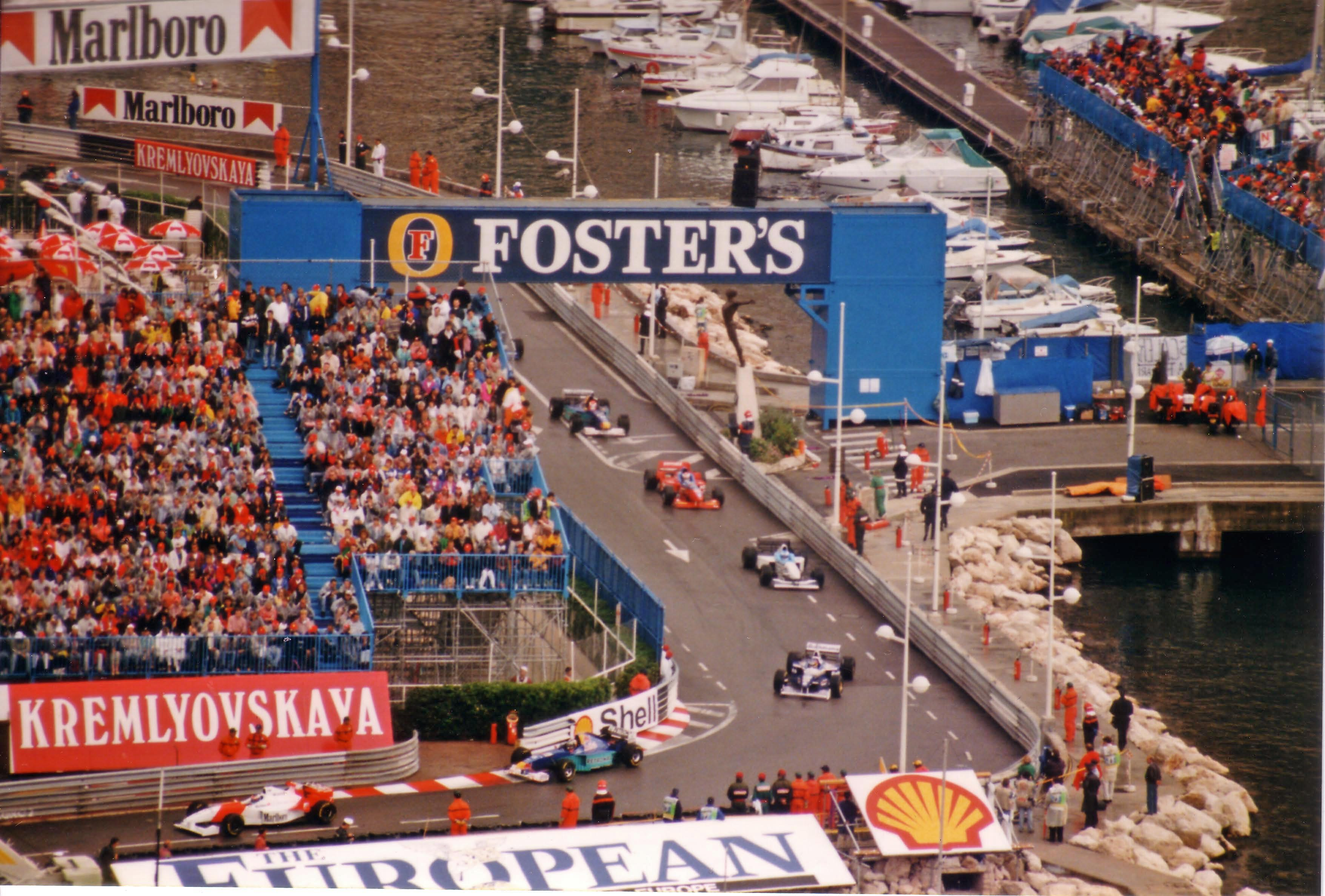
Einführungsrunde beim GP Monaco, 1996

## Ergebnisse
| Auflage | Jahr          | Strecke                                 | Klasse                                  | Sieger                                  | Zweiter                                        | Dritter                                                     | Pole-Position                               | Schnellste Runde                                                             |
| ------- | ------------- | --------------------------------------- | --------------------------------------- | --------------------------------------- | ---------------------------------------------- | ----------------------------------------------------------- | ------------------------------------------- | ---------------------------------------------------------------------------- |
| 01      | 1929          | Monaco                                  | GP                                      | W. Williams (Bugatti)                   | Georges Bouriano (Bugatti)                     | Rudolf Caracciola (Mercedes-Benz)                           | Philippe Étancelin (Bugatti) (gelost)       | W. Williams (Bugatti)                                                        |
| 02      | 1930          | Monaco                                  | GP                                      | René Dreyfus (Bugatti)                  | Louis Chiron (Bugatti)                         | Guy Bouriat (Bugatti)                                       | W. Williams (Bugatti) (gelost)              | René Dreyfus (Bugatti)                                                       |
| 03      | 1931          | Monaco                                  | GP                                      | Louis Chiron (Bugatti)                  | Luigi Fagioli (Maserati)                       | Achille Varzi (Bugatti)                                     | René Dreyfus (Maserati) (gelost)            | Louis Chiron (Bugatti), Luigi Fagioli (Maserati) und Achille Varzi (Bugatti) |
| 04      | 1932          | Monaco                                  | GP                                      | Tazio Nuvolari (Alfa Romeo)             | Rudolf Caracciola (Alfa Romeo)                 | Luigi Fagioli (Maserati)                                    | W. Williams (Bugatti) (gelost)              | Achille Varzi (Bugatti)                                                      |
| 05      | 1933          | Monaco                                  | GP                                      | Achille Varzi (Bugatti)                 | Baconin Borzacchini (Alfa Romeo)               | René Dreyfus (Bugatti)                                      | Achille Varzi (Bugatti) (gelost)            | Achille Varzi (Bugatti)                                                      |
| 06      | 1934          | Monaco                                  | GP                                      | Guy Moll (Alfa Romeo)                   | Louis Chiron (Alfa Romeo)                      | René Dreyfus (Bugatti)                                      | Carlo Felice Trossi (Alfa Romeo)            | Carlo Felice Trossi (Alfa Romeo)                                             |
| 07      | 1935          | Monaco                                  | GP                                      | Luigi Fagioli (Mercedes-Benz)           | René Dreyfus (Alfa Romeo)                      | Antonio Brivio (Alfa Romeo)                                 | Rudolf Caracciola (Mercedes-Benz)           | Luigi Fagioli (Mercedes-Benz)                                                |
| 08      | 1936          | Monaco                                  | GP                                      | Rudolf Caracciola (Mercedes-Benz)       | Achille Varzi (Auto Union)                     | Hans Stuck (Auto Union)                                     | Louis Chiron (Mercedes-Benz)                | Hans Stuck (Auto Union)                                                      |
| 09      | 1937          | Monaco                                  | GP                                      | Manfred von Brauchitsch (Mercedes-Benz) | Rudolf Caracciola (Mercedes-Benz)              | Christian Kautz (Mercedes-Benz)                             | Rudolf Caracciola (Mercedes-Benz)           | Rudolf Caracciola (Mercedes-Benz)                                            |
|         | 1938 bis 1947 | kein Großer Preis von Monaco            | kein Großer Preis von Monaco            | kein Großer Preis von Monaco            | kein Großer Preis von Monaco                   | kein Großer Preis von Monaco                                | kein Großer Preis von Monaco                | kein Großer Preis von Monaco                                                 |
| 10      | 1948          | Monaco                                  | GP                                      | Giuseppe Farina (Maserati)              | Louis Chiron (Talbot-Lago)                     | Toulo de Graffenried (Maserati)                             | Giuseppe Farina (Maserati)                  | Giuseppe Farina (Maserati)                                                   |
|         | 1949          | kein Großer Preis von Monaco            | kein Großer Preis von Monaco            | kein Großer Preis von Monaco            | kein Großer Preis von Monaco                   | kein Großer Preis von Monaco                                | kein Großer Preis von Monaco                | kein Großer Preis von Monaco                                                 |
| 11      | 1950          | Monaco                                  | F1                                      | Juan Manuel Fangio (Alfa Romeo)         | Alberto Ascari (Ferrari)                       | Louis Chiron (Maserati)                                     | Juan Manuel Fangio (Alfa Romeo)             | Juan Manuel Fangio (Alfa Romeo)                                              |
|         | 1951          | kein Großer Preis von Monaco            | kein Großer Preis von Monaco            | kein Großer Preis von Monaco            | kein Großer Preis von Monaco                   | kein Großer Preis von Monaco                                | kein Großer Preis von Monaco                | kein Großer Preis von Monaco                                                 |
| 12      | 1952          | Monaco                                  | SW                                      | Vittorio Marzotto (Ferrari)             | Eugenio Castellotti (Ferrari)                  | Antonio Stagnoli (Ferrari) und Clemente Biondetti (Ferrari) | Pierre Levegh (Talbot-Lago)                 | Antonio Stagnoli (Ferrari)                                                   |
|         | 1953 bis 1954 | kein Großer Preis von Monaco            | kein Großer Preis von Monaco            | kein Großer Preis von Monaco            | kein Großer Preis von Monaco                   | kein Großer Preis von Monaco                                | kein Großer Preis von Monaco                | kein Großer Preis von Monaco                                                 |
| 13      | 1955          | Monaco                                  | F1                                      | Maurice Trintignant (Ferrari)           | Eugenio Castellotti (Ferrari)                  | Cesare Perdisa (Maserati)                                   | Juan Manuel Fangio (Mercedes-Benz)          | Juan Manuel Fangio (Mercedes-Benz)                                           |
| 14      | 1956          | Monaco                                  | F1                                      | Stirling Moss (Maserati)                | Peter Collins (Ferrari)                        | Jean Behra (Maserati)                                       | Juan Manuel Fangio (Ferrari)                | Juan Manuel Fangio (Ferrari)                                                 |
| 15      | 1957          | Monaco                                  | F1                                      | Juan Manuel Fangio (Maserati)           | Tony Brooks (Vanwall)                          | Masten Gregory (Centro Sud)                                 | Juan Manuel Fangio (Maserati)               | Juan Manuel Fangio (Maserati)                                                |
| 16      | 1958          | Monaco                                  | F1                                      | Maurice Trintignant (Cooper-Climax)     | Luigi Musso (Ferrari)                          | Peter Collins (Ferrari)                                     | Tony Brooks (Vanwall)                       | Mike Hawthorn (Ferrari)                                                      |
| 17      | 1959          | Monaco                                  | F1                                      | Jack Brabham (Cooper-Climax)            | Tony Brooks (Ferrari)                          | Maurice Trintignant (Cooper-Climax)                         | Stirling Moss (Cooper-Climax)               | Jack Brabham (Cooper-Climax)                                                 |
| 18      | 1960          | Monaco                                  | F1                                      | Stirling Moss (Lotus-Climax)            | Bruce McLaren (Cooper-Climax)                  | Phil Hill (Ferrari)                                         | Stirling Moss (Lotus-Climax)                | Bruce McLaren (Cooper-Climax)                                                |
| 19      | 1961          | Monaco                                  | F1                                      | Stirling Moss (Lotus-Climax)            | Richie Ginther (Ferrari)                       | Phil Hill (Ferrari)                                         | Stirling Moss (Lotus-Climax)                | Stirling Moss (Lotus-Climax) und Richie Ginther (Ferrari)                    |
| 20      | 1962          | Monaco                                  | F1                                      | Bruce McLaren (Cooper-Climax)           | Phil Hill (Ferrari)                            | Lorenzo Bandini (Ferrari)                                   | Jim Clark (Lotus-Climax)                    | Jim Clark (Lotus-Climax)                                                     |
| 21      | 1963          | Monaco                                  | F1                                      | Graham Hill (B.R.M.)                    | Richie Ginther (B.R.M.)                        | Bruce McLaren (Cooper-Climax)                               | Jim Clark (Lotus-Climax)                    | John Surtees (Ferrari)                                                       |
| 22      | 1964          | Monaco                                  | F1                                      | Graham Hill (B.R.M.)                    | Richie Ginther (B.R.M.)                        | Peter Arundell (Lotus-Climax)                               | Jim Clark (Lotus-Climax)                    | Graham Hill (B.R.M.)                                                         |
| 23      | 1965          | Monaco                                  | F1                                      | Graham Hill (B.R.M.)                    | Lorenzo Bandini (Ferrari)                      | Jackie Stewart (B.R.M.)                                     | Graham Hill (B.R.M.)                        | Graham Hill (B.R.M.)                                                         |
| 24      | 1966          | Monaco                                  | F1                                      | Jackie Stewart (B.R.M.)                 | Lorenzo Bandini (Ferrari)                      | Graham Hill (B.R.M.)                                        | Jim Clark (Lotus-Climax)                    | Lorenzo Bandini (Ferrari)                                                    |
| 25      | 1967          | Monaco                                  | F1                                      | Denis Hulme (Brabham)                   | Graham Hill (Lotus)                            | Chris Amon (Ferrari)                                        | Jack Brabham (Brabham)                      | Jim Clark (Lotus)                                                            |
| 26      | 1968          | Monaco                                  | F1                                      | Graham Hill (Lotus)                     | Richard Attwood (B.R.M.)                       | Lucien Bianchi (Cooper)                                     | Graham Hill (Lotus)                         | Richard Attwood (B.R.M.)                                                     |
| 27      | 1969          | Monaco                                  | F1                                      | Graham Hill (Lotus)                     | Piers Courage (Brabham)                        | Jo Siffert (Lotus)                                          | Jackie Stewart (Matra)                      | Jackie Stewart (Matra)                                                       |
| 28      | 1970          | Monaco                                  | F1                                      | Jochen Rindt (Lotus)                    | Jack Brabham (Brabham)                         | Henri Pescarolo (Matra)                                     | Jackie Stewart (March)                      | Jochen Rindt (Lotus)                                                         |
| 29      | 1971          | Monaco                                  | F1                                      | Jackie Stewart (Tyrrell)                | Ronnie Peterson (March)                        | Jacky Ickx (Ferrari)                                        | Jackie Stewart (Tyrrell)                    | Jackie Stewart (Tyrrell)                                                     |
| 30      | 1972          | Monaco                                  | F1                                      | Jean-Pierre Beltoise (B.R.M.)           | Jacky Ickx (Ferrari)                           | Emerson Fittipaldi (Lotus)                                  | Emerson Fittipaldi (Lotus)                  | Jean-Pierre Beltoise (B.R.M.)                                                |
| 31      | 1973          | Monaco                                  | F1                                      | Jackie Stewart (Tyrrell)                | Emerson Fittipaldi (Lotus)                     | Ronnie Peterson (Lotus)                                     | Jackie Stewart (Tyrrell)                    | Emerson Fittipaldi (Lotus)                                                   |
| 32      | 1974          | Monaco                                  | F1                                      | Ronnie Peterson (Lotus)                 | Jody Scheckter (Tyrrell)                       | Jean-Pierre Jarier (Shadow)                                 | Niki Lauda (Ferrari)                        | Ronnie Peterson (Lotus)                                                      |
| 33      | 1975          | Monaco                                  | F1                                      | Niki Lauda (Ferrari)                    | Emerson Fittipaldi (McLaren)                   | Carlos Pace (Brabham)                                       | Niki Lauda (Ferrari)                        | Patrick Depailler (Tyrrell)                                                  |
| 34      | 1976          | Monaco                                  | F1                                      | Niki Lauda (Ferrari)                    | Jody Scheckter (Tyrrell-Ford)                  | Patrick Depailler (Tyrrell-Ford)                            | Niki Lauda (Ferrari)                        | Clay Regazzoni (Ferrari)                                                     |
| 35      | 1977          | Monaco                                  | F1                                      | Jody Scheckter (Wolf)                   | Niki Lauda (Ferrari)                           | Carlos Reutemann (Ferrari)                                  | John Watson (Brabham)                       | Jody Scheckter (Wolf)                                                        |
| 36      | 1978          | Monaco                                  | F1                                      | Patrick Depailler (Tyrrell)             | Niki Lauda (Brabham)                           | Jody Scheckter (Wolf)                                       | Carlos Reutemann (Ferrari)                  | Niki Lauda (Brabham)                                                         |
| 37      | 1979          | Monaco                                  | F1                                      | Jody Scheckter (Ferrari)                | Clay Regazzoni (Williams)                      | Carlos Reutemann (Lotus)                                    | Jody Scheckter (Ferrari)                    | Patrick Depailler (Ligier)                                                   |
| 38      | 1980          | Monaco                                  | F1                                      | Carlos Reutemann (Williams)             | Jacques Laffite (Ligier)                       | Nelson Piquet (Brabham)                                     | Didier Pironi (Ligier)                      | Carlos Reutemann (Williams)                                                  |
| 39      | 1981          | Monaco                                  | F1                                      | Gilles Villeneuve (Ferrari)             | Alan Jones (Williams)                          | Jacques Laffite (Ligier)                                    | Nelson Piquet (Brabham)                     | Alan Jones (Williams)                                                        |
| 40      | 1982          | Monaco                                  | F1                                      | Riccardo Patrese (Brabham)              | Didier Pironi (Ferrari)                        | Andrea de Cesaris (Alfa Romeo)                              | René Arnoux (Renault)                       | Riccardo Patrese (Brabham)                                                   |
| 41      | 1983          | Monaco                                  | F1                                      | Keke Rosberg (Williams)                 | Nelson Piquet (Brabham)                        | Alain Prost (Renault)                                       | Alain Prost (Renault)                       | Nelson Piquet (Brabham)                                                      |
| 42      | 1984          | Monaco                                  | F1                                      | Alain Prost (McLaren)                   | Ayrton Senna (Toleman)                         | René Arnoux (Ferrari)                                       | Alain Prost (McLaren)                       | Ayrton Senna (Toleman)                                                       |
| 43      | 1985          | Monaco                                  | F1                                      | Alain Prost (McLaren)                   | Michele Alboreto (Ferrari)                     | Elio de Angelis (Lotus)                                     | Ayrton Senna (Lotus)                        | Michele Alboreto (Ferrari)                                                   |
| 44      | 1986          | Monaco                                  | F1                                      | Alain Prost (McLaren)                   | Keke Rosberg (McLaren)                         | Ayrton Senna (Lotus)                                        | Alain Prost (McLaren)                       | Alain Prost (McLaren)                                                        |
| 45      | 1987          | Monaco                                  | F1                                      | Ayrton Senna (Lotus)                    | Nelson Piquet (Williams)                       | Michele Alboreto (Ferrari)                                  | Nigel Mansell (Williams)                    | Ayrton Senna (Lotus)                                                         |
| 46      | 1988          | Monaco                                  | F1                                      | Alain Prost (McLaren-Honda)             | Gerhard Berger (Ferrari)                       | Michele Alboreto (Ferrari)                                  | Ayrton Senna (McLaren-Honda)                | Ayrton Senna (McLaren-Honda)                                                 |
| 47      | 1989          | Monaco                                  | F1                                      | Ayrton Senna (McLaren-Honda)            | Alain Prost (McLaren-Honda)                    | Stefano Modena (Brabham-Judd)                               | Ayrton Senna (McLaren-Honda)                | Alain Prost (McLaren-Honda)                                                  |
| 48      | 1990          | Monaco                                  | F1                                      | Ayrton Senna (McLaren-Honda)            | Jean Alesi (Tyrrell-Ford)                      | Gerhard Berger (McLaren-Honda)                              | Ayrton Senna (McLaren-Honda)                | Ayrton Senna (McLaren-Honda)                                                 |
| 49      | 1991          | Monaco                                  | F1                                      | Ayrton Senna (McLaren-Honda)            | Nigel Mansell (Williams-Renault)               | Jean Alesi (Ferrari)                                        | Ayrton Senna (McLaren-Honda)                | Alain Prost (Ferrari)                                                        |
| 50      | 1992          | Monaco                                  | F1                                      | Ayrton Senna (McLaren-Honda)            | Nigel Mansell (Williams-Renault)               | Riccardo Patrese (Williams-Renault)                         | Nigel Mansell (McLaren-Honda)               | Nigel Mansell (McLaren-Honda)                                                |
| 51      | 1993          | Monaco                                  | F1                                      | Ayrton Senna (McLaren-Ford)             | Damon Hill (Williams-Renault)                  | Jean Alesi (Ferrari)                                        | Alain Prost (Williams-Renault)              | Alain Prost (Williams-Renault)                                               |
| 52      | 1994          | Monaco                                  | F1                                      | Michael Schumacher (Benetton-Ford)      | Martin Brundle (McLaren-Peugeot)               | Gerhard Berger (Ferrari)                                    | Michael Schumacher (Benetton-Ford)          | Michael Schumacher (Benetton-Ford)                                           |
| 53      | 1995          | Monaco                                  | F1                                      | Michael Schumacher (Benetton-Renault)   | Damon Hill (Williams-Renault)                  | Gerhard Berger (Ferrari)                                    | Damon Hill (Williams-Renault)               | Jean Alesi (Ferrari)                                                         |
| 54      | 1996          | Monaco                                  | F1                                      | Olivier Panis (Ligier-Mugen)            | David Coulthard (McLaren-Mercedes)             | Johnny Herbert (Sauber-Ford)                                | Michael Schumacher (Ferrari)                | Jean Alesi (Benetton-Renault)                                                |
| 55      | 1997          | Monaco                                  | F1                                      | Michael Schumacher (Ferrari)            | Rubens Barrichello (Stewart-Ford)              | Eddie Irvine (Ferrari)                                      | Heinz-Harald Frentzen (Williams-Renault)    | Michael Schumacher (Ferrari)                                                 |
| 56      | 1998          | Monaco                                  | F1                                      | Mika Häkkinen (McLaren-Mercedes)        | Giancarlo Fisichella (Benetton-Playlife)       | Eddie Irvine (Ferrari)                                      | Mika Häkkinen (McLaren-Mercedes)            | Mika Häkkinen (McLaren-Mercedes)                                             |
| 57      | 1999          | Monaco                                  | F1                                      | Michael Schumacher (Ferrari)            | Eddie Irvine (Ferrari)                         | Mika Häkkinen (McLaren-Mercedes)                            | Mika Häkkinen (McLaren-Mercedes)            | Mika Häkkinen (McLaren-Mercedes)                                             |
| 58      | 2000          | Monaco                                  | F1                                      | David Coulthard (McLaren-Mercedes)      | Rubens Barrichello (Ferrari)                   | Giancarlo Fisichella (Benetton-Playlife)                    | Michael Schumacher (Ferrari)                | Mika Häkkinen (McLaren-Mercedes)                                             |
| 59      | 2001          | Monaco                                  | F1                                      | Michael Schumacher (Ferrari)            | Rubens Barrichello (Ferrari)                   | Eddie Irvine (Jaguar-Cosworth)                              | David Coulthard (McLaren-Mercedes)          | David Coulthard (McLaren-Mercedes)                                           |
| 60      | 2002          | Monaco                                  | F1                                      | David Coulthard (McLaren-Mercedes)      | Michael Schumacher (Ferrari)                   | Ralf Schumacher (Williams-BMW)                              | Juan Pablo Montoya (Williams-BMW)           | Rubens Barrichello (Ferrari)                                                 |
| 61      | 2003          | Monaco                                  | F1                                      | Juan Pablo Montoya (Williams-BMW)       | Kimi Räikkönen (McLaren-Mercedes)              | Michael Schumacher (Ferrari)                                | Ralf Schumacher (Williams-BMW)              | Kimi Räikkönen (McLaren-Mercedes)                                            |
| 62      | 2004          | Monaco                                  | F1                                      | Jarno Trulli (Renault)                  | Jenson Button (BAR-Honda)                      | Rubens Barrichello (Ferrari)                                | Jarno Trulli (Renault)                      | Michael Schumacher (Ferrari)                                                 |
| 63      | 2005          | Monaco                                  | F1                                      | Kimi Räikkönen (McLaren-Mercedes)       | Nick Heidfeld (Williams-BMW)                   | Mark Webber (Williams-BMW)                                  | Kimi Räikkönen (McLaren-Mercedes)           | Michael Schumacher (Ferrari)                                                 |
| 64      | 2006          | Monaco                                  | F1                                      | Fernando Alonso (Renault)               | Juan Pablo Montoya (McLaren-Mercedes)          | David Coulthard (Red Bull-Ferrari)                          | Fernando Alonso (Renault)                   | Michael Schumacher (Ferrari)                                                 |
| 65      | 2007          | Monaco                                  | F1                                      | Fernando Alonso (McLaren-Mercedes)      | Lewis Hamilton (McLaren-Mercedes)              | Felipe Massa (Ferrari)                                      | Fernando Alonso (McLaren-Mercedes)          | Fernando Alonso (McLaren-Mercedes)                                           |
| 66      | 2008          | Monaco                                  | F1                                      | Lewis Hamilton (McLaren-Mercedes)       | Robert Kubica (BMW Sauber)                     | Felipe Massa (Ferrari)                                      | Felipe Massa (Ferrari)                      | Kimi Räikkönen (Ferrari)                                                     |
| 67      | 2009          | Monaco                                  | F1                                      | Jenson Button (Brawn-Mercedes)          | Rubens Barrichello (Brawn-Mercedes)            | Kimi Räikkönen (Ferrari)                                    | Jenson Button (Brawn-Mercedes)              | Felipe Massa (Ferrari)                                                       |
| 68      | 2010          | Monaco                                  | F1                                      | Mark Webber (Red Bull-Renault)          | Sebastian Vettel (Red Bull-Renault)            | Robert Kubica (Renault)                                     | Mark Webber (Red Bull-Renault)              | Sebastian Vettel (Red Bull-Renault)                                          |
| 69      | 2011          | Monaco                                  | F1                                      | Sebastian Vettel (Red Bull-Renault)     | Fernando Alonso (Ferrari)                      | Jenson Button (McLaren-Mercedes)                            | Sebastian Vettel (Red Bull-Renault)         | Mark Webber (Red Bull-Renault)                                               |
| 70      | 2012          | Monaco                                  | F1                                      | Mark Webber (Red Bull-Renault)          | Nico Rosberg (Mercedes)                        | Fernando Alonso (Ferrari)                                   | Mark Webber (Red Bull-Renault)              | Sergio Pérez (Sauber-Ferrari)                                                |
| 71      | 2013          | Monaco                                  | F1                                      | Nico Rosberg (Mercedes)                 | Sebastian Vettel (Red Bull-Renault)            | Mark Webber (Red Bull-Renault)                              | Nico Rosberg (Mercedes)                     | Sebastian Vettel (Red Bull-Renault)                                          |
| 72      | 2014          | Monaco                                  | F1                                      | Nico Rosberg (Mercedes)                 | Lewis Hamilton (Mercedes)                      | Daniel Ricciardo (Red Bull-Renault)                         | Nico Rosberg (Mercedes)                     | Kimi Räikkönen (Ferrari)                                                     |
| 73      | 2015          | Monaco                                  | F1                                      | Nico Rosberg (Mercedes)                 | Sebastian Vettel (Ferrari)                     | Lewis Hamilton (Mercedes)                                   | Lewis Hamilton (Mercedes)                   | Daniel Ricciardo (Red Bull-Renault)                                          |
| 74      | 2016          | Monaco                                  | F1                                      | Lewis Hamilton (Mercedes)               | Daniel Ricciardo (Red Bull-TAG Heuer)          | Sergio Pérez (Force India-Mercedes)                         | Daniel Ricciardo (Red Bull-TAG Heuer)       | Lewis Hamilton (Mercedes)                                                    |
| 75      | 2017          | Monaco                                  | F1                                      | Sebastian Vettel (Ferrari)              | Kimi Räikkönen (Ferrari)                       | Daniel Ricciardo (Red Bull-TAG Heuer)                       | Kimi Räikkönen (Ferrari)                    | Sergio Pérez (Force India-Mercedes)                                          |
| 76      | 2018          | Monaco                                  | F1                                      | Daniel Ricciardo (Red Bull-TAG Heuer)   | Sebastian Vettel (Ferrari)                     | Lewis Hamilton (Mercedes)                                   | Daniel Ricciardo (Red Bull-TAG Heuer)       | Max Verstappen (Red Bull-TAG Heuer)                                          |
| 77      | 2019          | Monaco                                  | F1                                      | Lewis Hamilton (Mercedes)               | Sebastian Vettel (Ferrari)                     | Valtteri Bottas (Mercedes)                                  | Lewis Hamilton (Mercedes)                   | Pierre Gasly (Red Bull-Honda)                                                |
|         | 2020          | abgesagt aufgrund der COVID-19-Pandemie | abgesagt aufgrund der COVID-19-Pandemie | abgesagt aufgrund der COVID-19-Pandemie | abgesagt aufgrund der COVID-19-Pandemie        | abgesagt aufgrund der COVID-19-Pandemie                     | abgesagt aufgrund der COVID-19-Pandemie     | abgesagt aufgrund der COVID-19-Pandemie                                      |
| 78      | 2021          | Monaco                                  | F1                                      | Max Verstappen (Red Bull Racing-Honda)  | Carlos Sainz jr. (Ferrari)                     | Lando Norris (McLaren Racing)                               | Charles Leclerc (Ferrari)                   | Lewis Hamilton (Mercedes)                                                    |
| 79      | 2022          | Monaco                                  | F1                                      | Sergio Perez (Red Bull Racing-RBPT)     | Carlos Sainz jr. (Ferrari)                     | Max Verstappen (Red Bull Racing-RBPT)                       | Charles Leclerc (Ferrari)                   | Lando Norris (McLaren Racing)                                                |
| 80      | 2023          | Monaco                                  | F1                                      | Max Verstappen (Red Bull Racing-RBPT)   | Fernando Alonso (Aston Martin Aramco-Mercedes) | Esteban Ocon (Alpine-Renault)                               | Max Verstappen (Red Bull Racing-Honda RBPT) | Lewis Hamilton (Mercedes)                                                    |
| 81      | 2024          | Monaco                                  | F1                                      | Charles Leclerc (Ferrari)               | Oscar Piastri (McLaren-Mercedes)               | Carlos Sainz jr. (Ferrari)                                  | Charles Leclerc (Ferrari)                   | Lewis Hamilton (Mercedes)                                                    |
| 82      | 2025          | Monaco                                  | F1                                      | Lando Norris (McLaren-Mercedes)         | Charles Leclerc (Ferrari)                      | Oscar Piastri (McLaren-Mercedes)                            | Lando Norris (McLaren-Mercedes)             | Lando Norris (McLaren-Mercedes)                                              |

| Legende   | Legende                                                                                              | Legende                                                     |
| Abkürzung | Klasse                                                                                               | Kommentar                                                   |
| --------- | --- | ----------------------------------------------------------- |
| F1        | Formel 1                                                                                             | Formel-1-Weltmeisterschaft ab 1950                          |
| F2        | Formel 2                                                                                             |                                                             |
| FL        | Formula libre                                                                                        | Fahrzeugklasse in der Regel vom Veranstalter ausgeschrieben |
| SW        | Sportwagen                                                                                           |                                                             |
| TW        | Tourenwagen                                                                                          |                                                             |
| GP        | Grand-Prix-Fahrzeuge                                                                                 |                                                             |
|           | ↓ Durchgehende graue Linien zeigen an, wann in der Geschichte auf einem neuen Kurs gefahren wurde. ↓ |                                                             |
|           | |                                                             |
|           | Einträge mit hellrotem Hintergrund waren keine Läufe zur Automobil- bzw. Formel-1-Weltmeisterschaft. |                                                             |
|           | Einträge mit gelbem Hintergrund waren Läufe zur Europameisterschaft.                                 |                                                             |